# Агмадабад-е Каранате
Агмадабад-е Каранате (перс. احمدابادقرانطه) — село в Ірані, у дегестані Гакімабад, у Центральному бахші, шахрестані Зарандіє остану Марказі. За даними перепису 2006 року, його населення становило 0 осіб, що проживали у складі 0 сімей.

## Клімат
Середня річна температура становить 13,04 °C, середня максимальна – 31,34 °C, а середня мінімальна – -8,77 °C. Середня річна кількість опадів – 237 мм.
| Клімат поселення                              | Клімат поселення | Клімат поселення | Клімат поселення | Клімат поселення | Клімат поселення | Клімат поселення | Клімат поселення | Клімат поселення | Клімат поселення | Клімат поселення | Клімат поселення | Клімат поселення | Клімат поселення |
| Показник                                      | Січ.             | Лют.             | Бер.             | Квіт.            | Трав.            | Черв.            | Лип.             | Серп.            | Вер.             | Жовт.            | Лист.            | Груд.            |                  |
| Середній максимум, °C                         | 7,94             | 9,46             | 14,58            | 21,20            | 25,54            | 30,67            | 31,34            | 30,41            | 26,54            | 20,50            | 13,72            | 7,80             |                  |
| Середня температура, °C                       | −0,42            | 1,10             | 6,22             | 12,84            | 17,18            | 22,32            | 25,82            | 24,90            | 21,03            | 14,99            | 8,20             | 2,31             |                  |
| Середній мінімум, °C                          | −8,77            | −7,26            | −2,15            | 4,49             | 8,83             | 13,95            | 20,32            | 19,39            | 15,52            | 9,49             | 2,70             | −3,22            |                  |
| Норма опадів, мм                              | 31               | 32               | 45               | 34               | 26               | 4                | 2                | 1                | 0                | 11               | 20               | 31               |                  |
| Середньомісячна швидкість вітру, м/с          | 1.70             | 2.00             | 3.03             | 3.32             | 2.66             | 2.59             | 2.72             | 2.51             | 2.21             | 2.16             | 1.90             | 1.49             |                  |
| Середньомісячна сонячна радіація, кДж/м²·день | 8859             | 11777            | 14300            | 17850            | 22035            | 26098            | 25999            | 23468            | 19896            | 14521            | 10665            | 8581             |                  |
| --------------------------------------------- | ---------------- | ---------------- | ---------------- | ---------------- | ---------------- | ---------------- | ---------------- | ---------------- | ---------------- | ---------------- | ---------------- | ---------------- | ---------------- |
| Джерело:                                      |                  |                  |                  |                  |                  |                  |                  |                  |                  |                  |                  |                  |                  |